# Majdan Wielki (Zamość)
Pour les articles homonymes, voir Majdan Wielki.
Majdan Wielki (prononciation [ˈmai̯dan ˈvjɛlki]) est un village de la gmina de Krasnobród, du powiat de Zamość, dans la voïvodie de Lublin, situé dans l'est de la Pologne.
Il se situe à environ 8 kilomètres à l'est de Krasnobród (siège de la gmina), 28 kilomètres au sud de Zamość (siège du powiat) et 93 kilomètres au sud-est de Lublin (capitale de la voïvodie).
Le village comptait approximativement une population de 899 habitants en 2008.

## Administration
De 1975 à 1998, le village était attaché administrativement à l'ancienne voïvodie de Zamość.

Depuis 1999, il fait partie de la nouvelle voïvodie de Lublin.